# 934 هـ
934 هـ هي سنة في التقويم الهجري امتدت مقابلةً في التقويم الميلادي بين سنتي 1527 و1528.

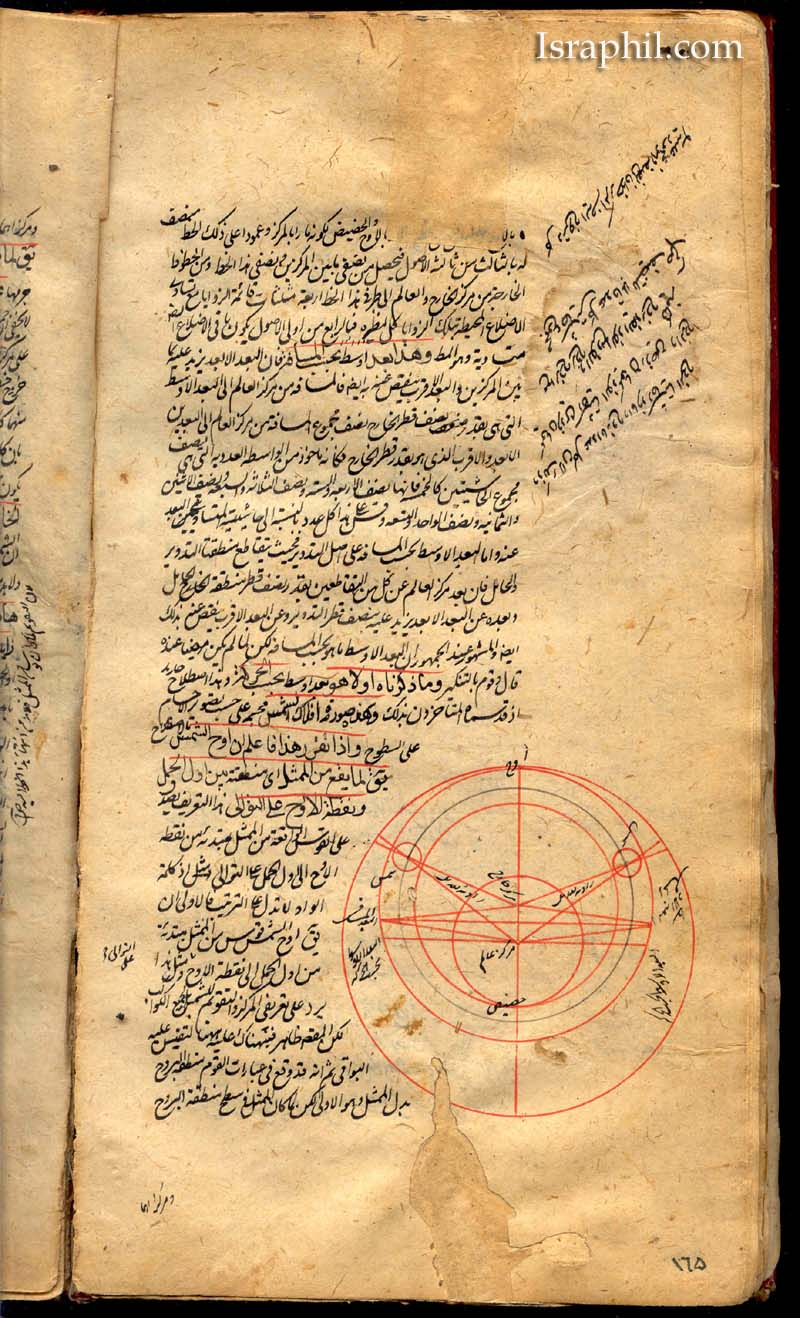
شرح تذكرة نصير الدين الطوسي لعبد العلي البيرجندي

## مواليد
- ابن لالي بالي

## وفيات
- أحمد يحيى الحسين
- أهلي الترشيزي
- عبد العلي البيرجندي
- نيكولو مكيافيلي